# Cristina Dorador
Cristina Inés Dorador Ortiz (Antofagasta, 28 de febrero de 1980) es una científica chilena, doctora y exconvencional de la Convención Constitucional (Chile) que realiza investigación en microbiología, ecología microbiana, limnología y geomicrobiología. Además es profesora asociada del departamento de biotecnología de la facultad de ciencias del mar y recursos naturales de la Universidad de Antofagasta. Desde julio de 2021 hasta julio de 2022 se desempeñaba como miembro de la Convención Constitucional en representación del distrito n° 3, que representa a la Región de Antofagasta.
Sus logros incluyen la coordinación en Chile de la Red de Ambientes Extremos para el estudio de ecosistemas en los extremos geográficos de Chile y haber desarrollado herramientas biotecnológicas para poner en valor las propiedades únicas de algunas comunidades microbianas altiplánicas como la resistencia a la radiación ultravioleta para elaborar cremas cosméticas, incorporándose al campo de la Biotecnología cosmética.[cita requerida] También ha liderado proyectos de aplicación como el desarrollo de material textil usando las propiedades fotoprotectoras de bacterias altiplánicas.[cita requerida]
Fue miembro del consejo de transición de la Comisión Nacional de Investigación Científica y Tecnológica en 2019 que dio pie a la Agencia Nacional de Investigación y Desarrollo de Chile, y ha sido reconocida nacional e internacionalmente como una de las investigadoras más relevantes de Chile.

## Vida personal
Nació en Antofagasta el 28 de febrero de 1980. Es hija de los profesores y poetas Wilfredo Dorador y Milena Ortiz y tiene tres hermanos. Hasta los seis años vivió en la comuna de Mejillones. Realizó sus estudios primarios y secundarios en la región.
Formó su familia con el investigador inglés Chris Harrod con el que tiene dos hijos.

## Estudios y actividad científica
Obtuvo su licenciatura en biología en la Facultad de Ciencias de la Universidad de Chile, en Santiago. Luego en 2007 realizó un doctorado en ciencias naturales con mención en microbiología en la Universidad de Kiel de Alemania y en el Instituto Max Planck de Limnología en Plön. En 2008 obtuvo un puesto de trabajo en la Universidad de Antofagasta. Actualmente es académica en la Universidad de Antofagasta e investigadora del Centro de Biotecnología y Bioingeniería de la Universidad de Chile.
Ha dedicado su carrera a estudiar ecosistemas del sistema de salares altiplánicos, investigando la importancia de los microbios para los sistemas extremos del desierto de Atacama.
Con su trabajo ha descrito la capacidad de bacterias para degradar compuestos sintéticos como poliésteres y plásticos. Además ha puesto en evidencia la diversidad microbiana en altas altitudes y las propiedades que las hacen resistentes a condiciones extremas. La actividad microbiana de salares del norte de Chile es hoy un tema relevante para el patrimonio biológico de Chile gracias a los estudios de campo realizados por Cristina Dorador y su equipo en los últimos 10 años.
Aboga por la preservación de los salares y de sus sistemas y por salir de la lógica extractivista.

### Difusión científica
A lo largo de su carrera ha desarrollado actividades de difusión científica en regiones; ha sido asesora científica del programa «PAR Explora Antofagasta» de la Comisión Nacional de Investigación Científica y Tecnológica y ha participado de otras instancias de divulgación como Puerto de Ideas, Congreso Futuro y TEDx. En paralelo, es columnista en el blog de difusión científica chilena Etilmercurio. Es miembro de la Asociación Red de Investigadoras.
Participa en la agrupación «Más Ciencia para Chile».

## Trayectoria política
Se inscribió como candidata independiente a las elecciones de convencionales constituyentes de 2021 por el distrito 3 (Calama, María Elena, Ollagüe, San Pedro de Atacama, Tocopilla, Antofagasta, Mejillones, Sierra Gorda y Taltal), formando parte de la lista Movimiento Independientes del Norte. Parte de sus argumentos como candidata fueron una “Constitución ecológica, la descentralización, la preservación de salares frente al extractivismo, protección del medio ambiente” y derechos sociales.
Resultó electa con el 12,68 % de los votos, alcanzando la primera mayoría del distrito. Varias organizaciones propusieron que sea parte de la mesa directiva de la Convención Constitucional, destacando que está "comprometida con el mundo independiente, el conocimiento, la investigación científica y tecnológica en las regiones, el movimiento feminista, los pueblos originarios y el medio ambiente, siendo la consagración de una constitución ecológica una de sus propuestas, la cual ha defendido públicamente en innumerables ocasiones". Integró la comisión transitoria de Descentralización, Equidad y Justicia Territorial de la Convención Constitucional, donde fue elegida coordinadora de dicha instancia junto a Adriana Ampuero. Tras la aprobación del reglamento de la Convención, en octubre de 2021, Dorador se incorporó a la comisión temática de Ciencia y Tecnología, Cultura, Arte y Patrimonio. Fue elegida coordinadora de dicha comisión junto a Ignacio Achurra.
El 27 de agosto de 2021 fue una de las fundadoras de «Movimientos Sociales Constituyentes» (MSC), agrupación de convencionales que busca articular el trabajo de dichos representantes en la Convención Constitucional.

## Reconocimiento y distinciones
Es miembro del panel internacional de la sociedad internacional de ecología microbiana, y fue miembro del consejo de transición de la Comisión Nacional de Investigación Científica y Tecnológica en 2019 que dio pie a la Agencia Nacional de Investigación y Desarrollo de Chile. Fue coordinadora en Chile de la Red de Ambientes Extremos para el estudio de ecosistemas en los extremos geográficos de Chile.
Acorde al informe "Ciencias Imagen Chile" desarrollado por Marca Chile en 2018, ella está entre los investigadores chilenos más destacados en medios de comunicación internacionales. Además fue elegida en 2017 como una de las 100 mujeres líderes del país por el diario El Mercurio.
Su compromiso con las comunidades del norte de Chile se vio plasmado en el laboratorio que lleva su nombre en el Liceo Radomiro Tomic en Calama. Cristina Dorador fue representante de Chile como científica joven en el libro “Jóvenes Científicas. Un futuro brillante para las Américas", publicado por Interamerican Network of Academies of Sciences.
En 2021 se describieron cinco nuevas especies del orden Percolomonadida; una de ellas, Percolomonas doradorae, aislada en el Salar de Atacama fue nombrada en honor a la investigadora por su «trabajo pionero en biología microbiana del salar y su ayuda comprometida en el proyecto».

## Publicaciones
Nota: Esta es una lista de los trabajos científicos más citados de la investigadora; para revisar el listado completo revise el perfil del investigador en Google Scholar.
- Junier, Pilar; Molina, Verónica; Dorador, Cristina; Hadas, Ora; Kim, Ok-Sun; Junier, Thomas; Witzel, Karl-Paul; Imhoff, Johannes F. (2010-01). «Phylogenetic and functional marker genes to study ammonia-oxidizing microorganisms (AOM) in the environment». Applied Microbiology and Biotechnology (en inglés) 85 (3): 425-440. ISSN 0175-7598. PMC 2802487. PMID 19830422. doi:10.1007/s00253-009-2228-9. Consultado el 20 de marzo de 2020.
- Dorador, Cristina; Meneses, Daniela; Urtuvia, Viviana; Demergasso, Cecilia; Vila, Irma; Witzel, Karl-Paul; Imhoff, Johannes F. (2009-06). «Diversity of Bacteroidetes in high‐altitude saline evaporitic basins in northern Chile». Journal of Geophysical Research: Biogeosciences (en inglés) 114 (G2): n/a-n/a. doi:10.1029/2008JG000837. Consultado el 20 de marzo de 2020.
- Dorador, Cristina; Vila, Irma; Imhoff, Johannes F.; Witzel, Karl-Paul (15 de abril de 2008). «Cyanobacterial diversity in Salar de Huasco, a high altitude saline wetland in northern Chile: an example of geographical dispersion?: Cyanobacteria in Salar de Huasco». FEMS Microbiology Ecology (en inglés) 64 (3): 419-432. doi:10.1111/j.1574-6941.2008.00483.x. Consultado el 20 de marzo de 2020.
- Dorador, Cristina; Vila, Irma; Remonsellez, Francisco; Imhoff, Johannes F.; Witzel, Karl-Paul (19 de abril de 2010). «Unique clusters of Archaea in Salar de Huasco, an athalassohaline evaporitic basin of the Chilean Altiplano: Archaeal diversity in Salar de Huasco». FEMS Microbiology Ecology (en inglés): no-no. doi:10.1111/j.1574-6941.2010.00891.x. Consultado el 20 de marzo de 2020.
- Schulz, Dirk; Beese, Pascal; Ohlendorf, Birgit; Erhard, Arlette; Zinecker, Heidi; Dorador, Cristina; Imhoff, Johannes F (2011-12). «Abenquines A–D: aminoquinone derivatives produced by Streptomyces sp. strain DB634». The Journal of Antibiotics (en inglés) 64 (12): 763-768. ISSN 0021-8820. doi:10.1038/ja.2011.87. Consultado el 20 de marzo de 2020.

## Libros
- - El asilo contra la extinción, Cristina Dorador y Ezio Costa, 2022, 120 páginas, Editorial Paidós (ISBN 9789569987847).
  - Amor microbiano, Cristina Dorador, 2024, 120 páginas, Editorial Planeta (ISBN 9789564086248).

### Artículos
- Román, Jorge (7 de septiembre de 2018). «Científicas extremas I. Desde estrellas oceánicas hasta la vida del desierto». Pauta. Consultado el 20 de marzo de 2020.
- Jaque, José Miguel (21 de abril de 2017). «Dora la exploradora». La Tercera. Consultado el 20 de marzo de 2020.
- Liceo Radomiro Tomic Romero. ACADEMIA DE CIENCIAS EN MATINAL "BUEN DÍA" DE CALAMA TV (SOMOS RT 2019). Consultado el 20 de marzo de 2020.
- Mujeres Chilenas en Ciencias (22 de septiembre de 2019). «Una mujer en el grandísimo mundo de los microorganismos». www.cientificaschilenas.cl. Consultado el 20 de marzo de 2020.

- Datos: Q56473903
- Multimedia: Cristina Dorador / Q56473903